# 견장

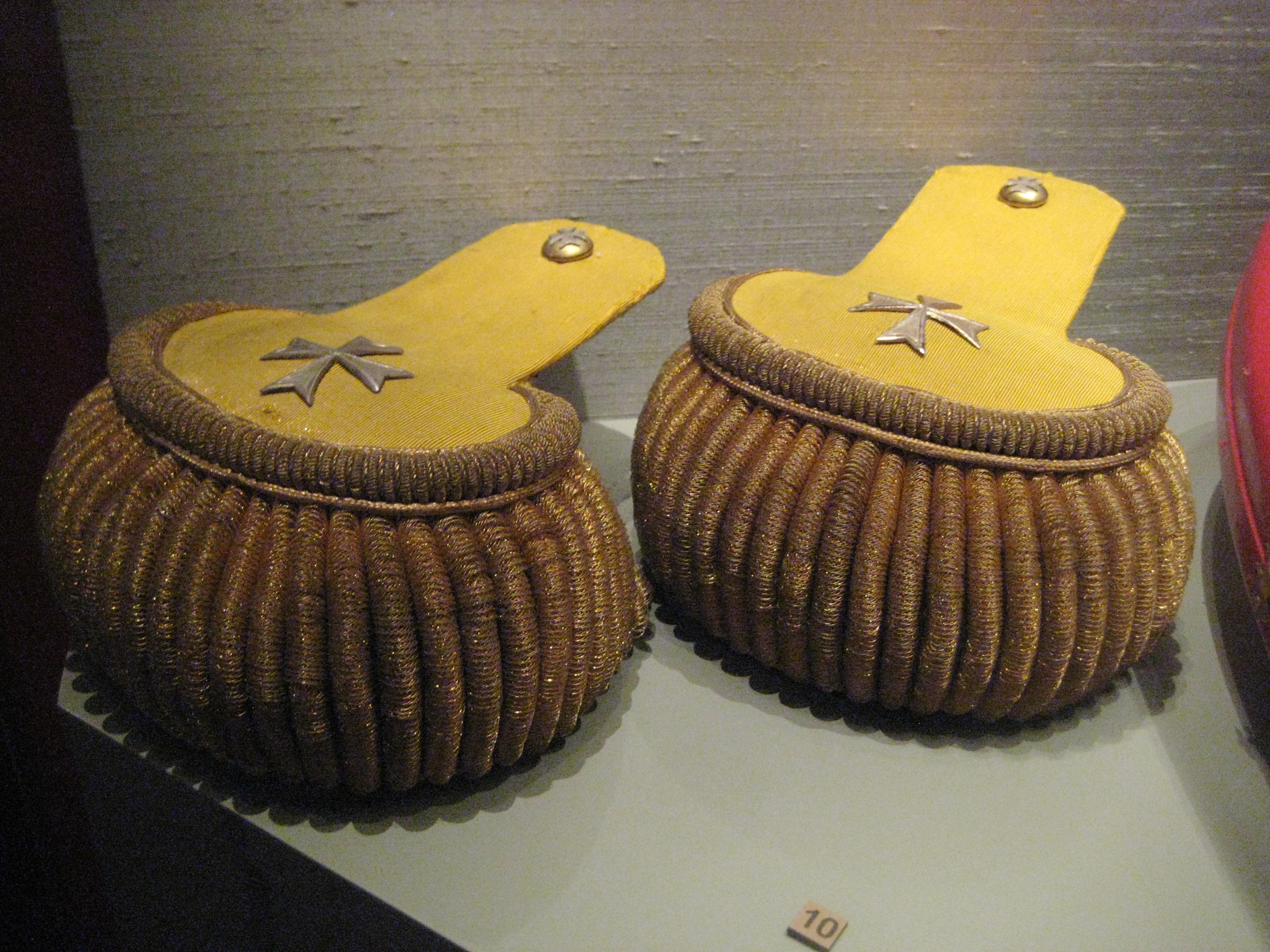
견장

견장(肩章)은 정장ㆍ약장과 견장ㆍ수장으로 구분되는 계급장 중 하나로, 군인, 경찰관 등이 제복의 어깨에 붙이는, 직위나 계급을 밝히는 표장으로, 어깨 라인을 따라 장착되는 천 등으로 만든 부속품이다. 모양에 따라 여러 종류로 분류되지만, 한국어로는 모두 견장으로 불린다. 영어는 종류에 따라 다르며 Epaulette, Shoulder strap, Shoulder knot, Shoulder board, Shoulder cord 등으로 불리고있다. Epaulette이 총칭으로 사용되는 경우도 있지만, 어깨에 붙이는 계급장은 Shoulder mark라고 부른다.

## 어원
프랑스어로 "작은 어깨"라는 뜻을 가진 epaulet에서 유래된 단어이다

## 유래
17세기 말 군복의 어깨에 착용한 리본 묶음이 있었는데, 이 리본은 장식과 어깨 벨트가 미끄러지는 것을 방지하기 위한 용도였다. 이 리본은 술 장식이 있는 끝 부분을 자유롭게 남겨둔 매듭으로 묶여 있는 형태였다. 이는 18세기와 19세기를 거쳐 진화하면서 견장의 기본 디자인을 확립했다.

## 착용법
견장은 어깨 끈 또는 패스텐, 어깨 솔기와 평행한 작은 끈, 칼라 근처의 단추로 어깨에 고정되거나 코트 어깨의 구멍을 통과하는 견장 아래쪽의 끈으로 고정된다.

## 국가 별 형태

### 대한민국

#### 육군
육군은 전투복과 근무복 모두 견장대에 토시형 견장을 끼운다. 근무복용 점퍼에는 철제 정장을 견장에 단다.

#### 해군
해군은 견장대에 포제 정장을 벨크로를 달아서 착용한다. 전투복에는 견장대가 없으며 근무복에는 견장을 달지 않는다. 근무복용 점퍼에는 철제 정장을 견장에 단다.

#### 공군

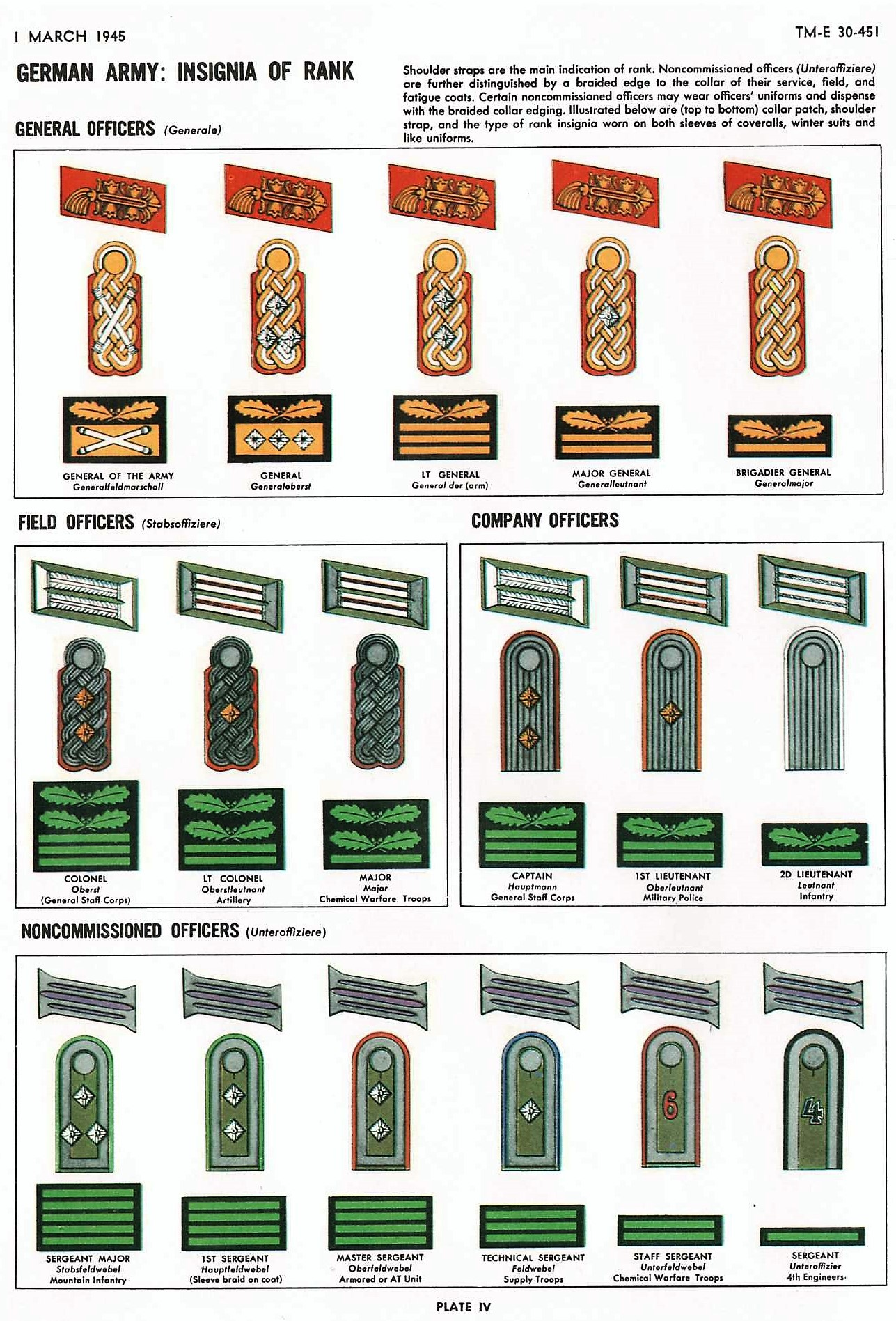
독일군의 견장

공군은 견장대에 토시형 견장을 끼운다. 전투복과 근무복에는 견장을 달지 않으며 근무복 점퍼에도 토시형 견장을 달아 입는다.

#### 해병대
해병대는 견장대에 포제 정장을 박아서 착용하며 근무복엔 견장을 달지 않으며 전투복엔 견장대가 없다. 근무복용 점퍼에는 철제 정장을 견장에 단다.

#### 녹색견장
지휘관은 녹색 견장을 차며 검은색 실로 자신의 게급을 나타낸다. 단 준위는 노란색 실로 계급을 나타낸다.

### 독일
제 1차 세계 대전 전까지 독일 제국군의 장교들은 은 견장을 착용하였다. 대위까지는 테두리가 없는 견장, 소령부터 대령은 테두리가 있는 견장, 장군은 큰 테두리가 있는 견장을 착용하였다. 일상적 임무 수행을 위해 국가 색상과 관련된 은 어깨 끈을 착용하기도 했다. 1919~1945년 기 간동안 독일군 제복에는 4줄을 꼬아놓은 8자모양 장식, 어깨 매듭을 고위 장교나 장교들의 어깨판으로 사용했다. 야전 장교들은 연대 색상에 맞는, 장군들은 은색과 빨간색 테두리가 있는 은색 어깨 매듭을 착용했다. 

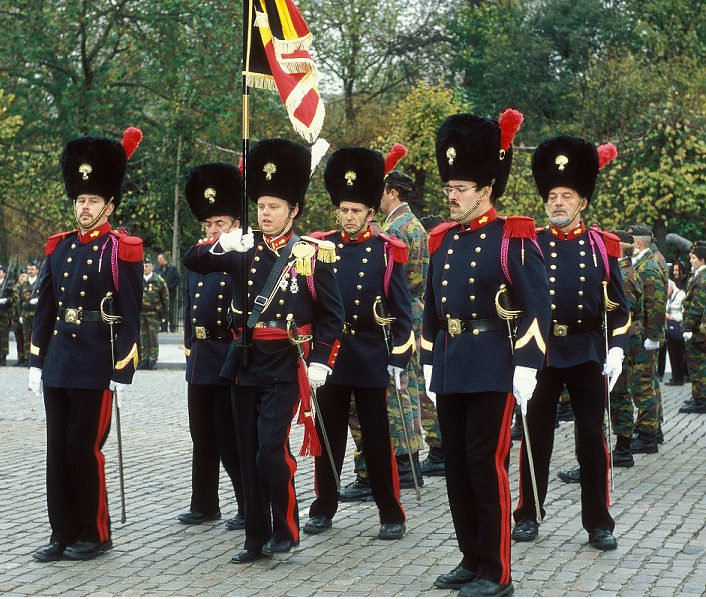
벨기에 호위병이 견장을 착용한 모습

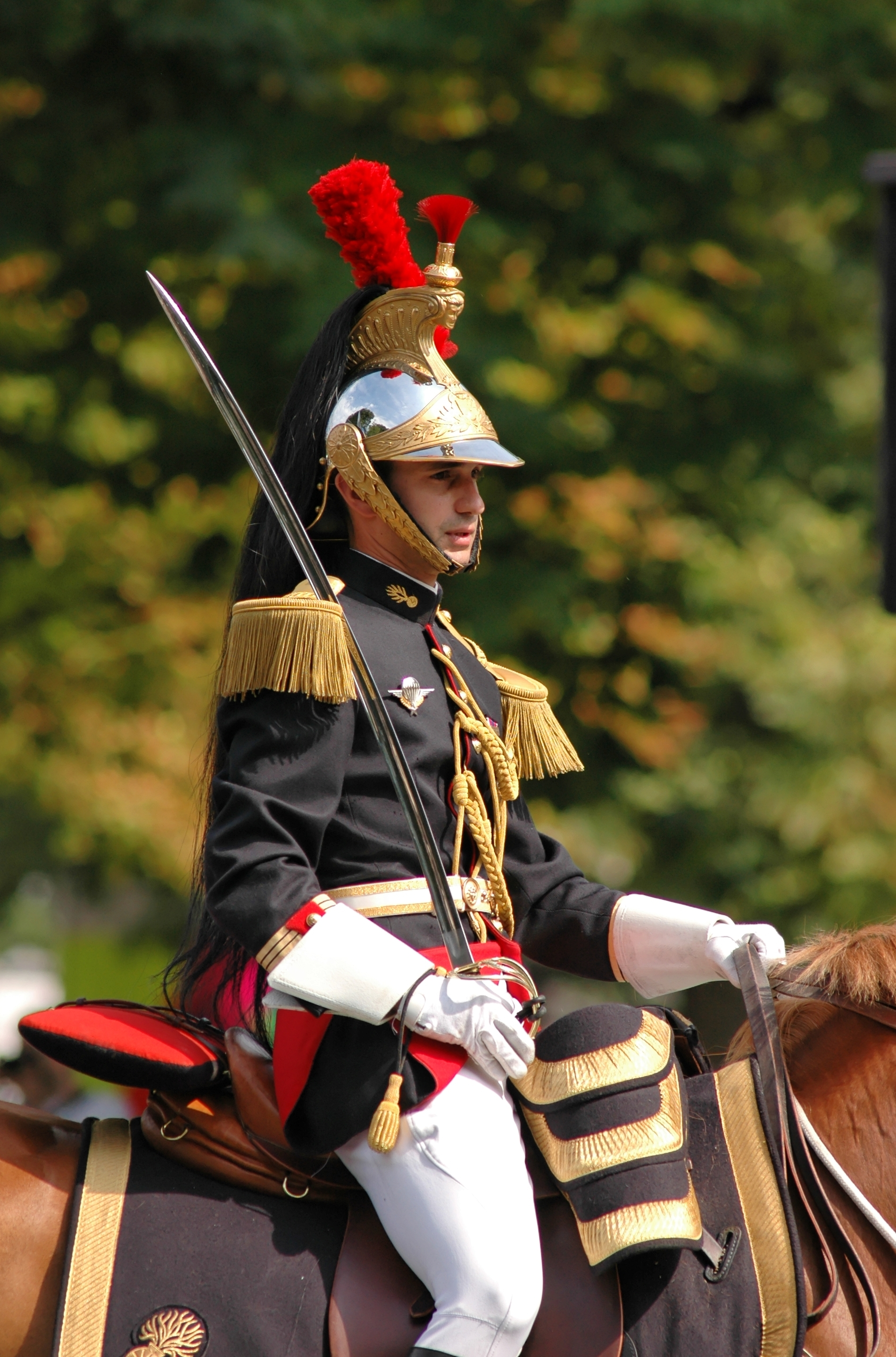
프랑스 공화국 수비대

| 견장      | 직위나 계급을 밝히는 표장으로 테두리와 장식이 있는 것이 대부분임 |
| 어깨 매듭 | 다른 무늬 없이 4줄이 교차된 모양으로 구성됨                      |

### 벨기에
벨기에 군대에서는 왕실 호위병의 의식 제복에 흰색이 섞인 빨간 견장을 착용하고 척탄병은 완전히 빨간 견장을 착용한다. 

### 캐나다
캐나다 군대에서는 순찰 복장, 공식 석상에서 입는 제복 등에서 견장을 착용한다. 어깨 판 형태의 견장이 흰색 해군 복장과 함께 착용되기도 한다.

### 프랑스
프랑스에서는 1759년 1월 12일의 규정에 따라 장교의 계급 휘장으로 금 또는 은 견장을 제정했다. 형태는 1762년 12월 10일에 지정되었고 1767년 4월 25일 및 1779년 2월 21일에 수정되었다. 견장은 후사르 5를 제외한 모든 군단에서 채택되어 사용되었다. 1914년까지 프랑스 육군 보병 장교는 금 견장을 착용하고, 기병 부대 장교는 은 견장을 착용했다. 견장 끝에서 떨어지는 금괴 무늬로 계급을 분류했었다. 여러 기병들은 어깨에서 칼날을 빗나가게 하기 위한 스타일의 견장을 착용하기도 했다.현재 프랑스 군대에서 견장은 과거 군대의 유니폼을 유지하는 몇몇 부대에서 착용한다.

### 북한

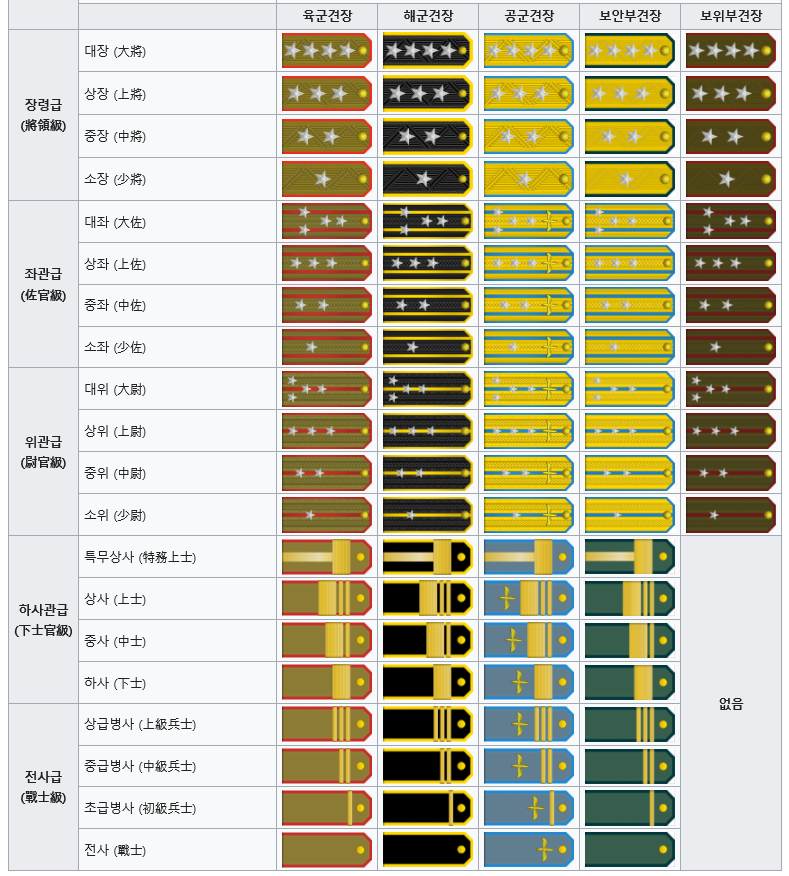
북한군의 계급 견장

2022년 4월 25일 김정은이 조선인민혁명군 창건 90돌 열병식에 흰색 원수복을 입고 대원수 계급장을 견장에 착용한 후 등장했다.

## 참고문헌
- 양욱, 2023. 하늘의 지배자 스텔스 KODEF 안보총서.

1. https://www.mk.co.kr/news/politics/view/2022/04/371271/ 보관됨 2022-10-20 - 웨이백 머신

## 같이 보기
- 견식